# Кульчётай
Кульчёта́й (кюльчёта́й, гюльчатай; кирг. күлчөтай, чымчыма) — традиционное блюдо киргизской национальной кухни. 
Для киргизской кухни характерны мясные и мучные блюда. Кульчётай наряду с бешбармаком полностью соответствует представлениям о киргизской кулинарии. Кульчётай по своей значимости, почётности стои́т сразу после бешбармака и плова.

### Приготовление
Мясо, обычно баранину, отваривают и вынимают. Тесто для кульчётая замешивают, как для кесме, но средней крутости. Раскатанное тесто нарезают полосами шириной 1–4 см или небольшими прямоугольниками и отваривают в мясном бульоне вместе с овощами. Готовое тесто выкладывают на блюдо, добавляют нарезанное на кусочки мясо и овощи. Отдельно подают бульон. В упрощённом варианте блюдо может быть густым супом из баранины с домашней яичной лапшой.